# Jossi Harel

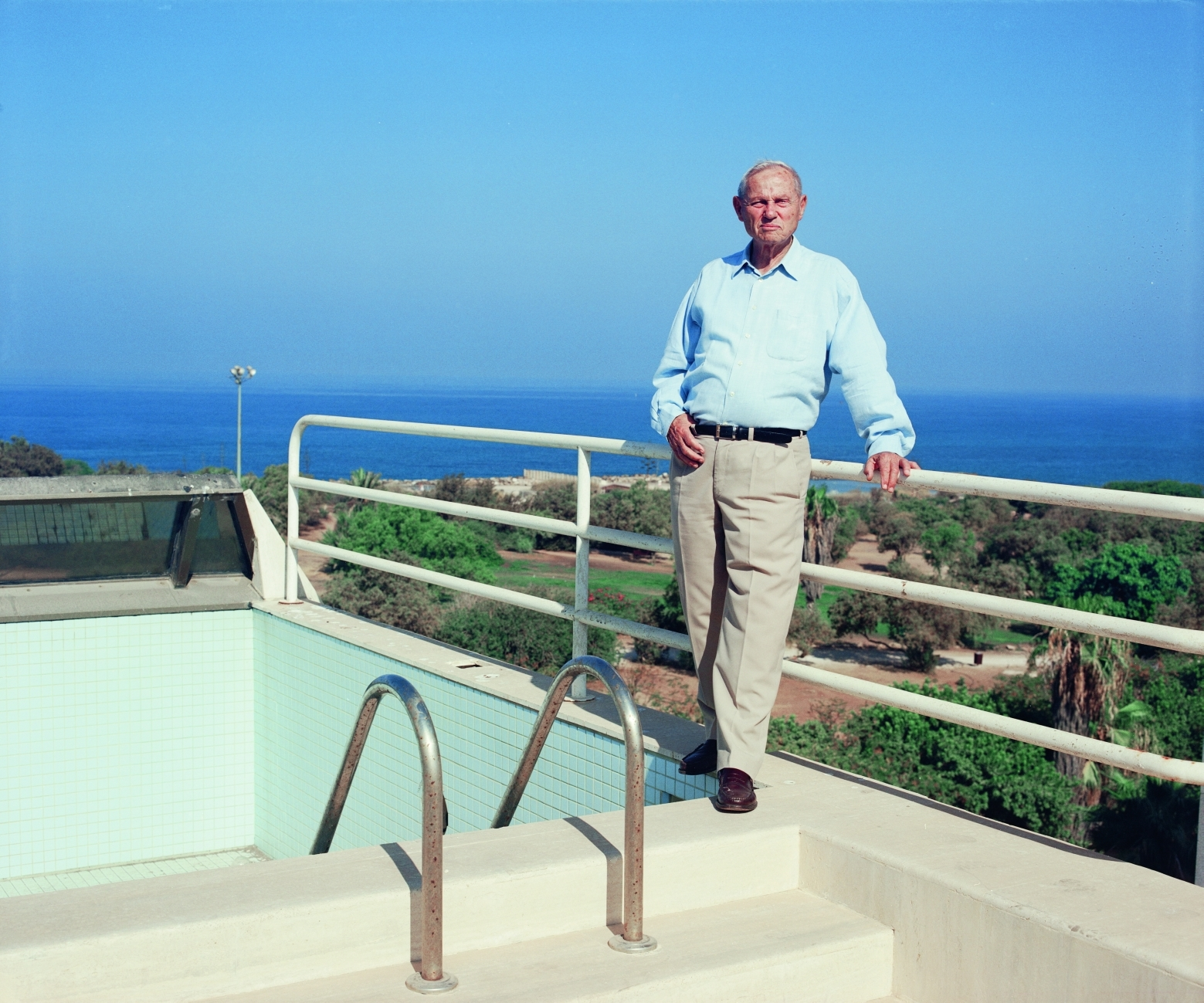
Jossi Harʾel, 2004

Jossi Harʾel (hebräisch יוֹסִי הַרְאֵל, gebürtig Josef Hamburger; * 4. Januar 1918 in Jerusalem; † 26. April 2008 in Tel Aviv) war ein hochrangiger Offizier des israelischen Auslandsgeheimdienstes Mossad.

## Leben
Harʾel wurde im Jahre 1918 in Jerusalem geboren. Seine Vorfahren lebten bereits seit fünf Generationen in der Stadt. Harʾel trat der Untergrundarmee Hagana im Alter von 15 Jahren bei. David Ben-Gurion schätzte seine Führungsqualitäten und gab ihm nach dem Zweiten Weltkrieg das Kommando über die illegalen Einwandererschiffe.
Jossi Harʾel war der Kommandant des Schiffes Exodus, das ein Jahr vor der Gründung des Staates Israel mehr als 4.500 Holocaust-Überlebende in das damalige Völkerbunds-Mandatsgebiet Palästina brachte. Mit 27 hatte Harʾel bereits das Kommando über die wichtigsten Immigrantenschiffe geführt, außer der Exodus waren das noch die Knesset Israel, die ʿAtzmaʾut und die Kibbutz Galuiot. Mit diesen Transporten brachte Harʾel etwa 25.000 Menschen nach Palästina. Den Höhepunkt in Harʾels Karriere stellte jedoch die zweieinhalbwöchige Reise mit der Knesset Israel dar.
Der spezielle Fall des illegalen Einwanderschiffes Exodus brachte die alles entscheidende Wende in der internationalen Meinung. Nachdem die britische Marine das Schiff aufgebracht hatte, und die Passagiere über Frankreich nach Deutschland transportiert wurden, wo man sie in zwei Lagern in Lübeck-Kücknitz internierte, erregte der Fall weltweites Aufsehen. In der Folge erhielt die Idee der Gründung eines eigenen jüdischen Staates in der Weltöffentlichkeit immer mehr Auftrieb und führte schließlich am 14. Mai 1948 zur Unabhängigkeitserklärung Israels.
In späteren Jahren studierte Jossi Harʾel in den USA; danach arbeitete er unter Mosche Dajan für den israelischen Militärgeheimdienst, ehe er Unternehmer wurde. Als Geheimdienstoffizier untersuchte er die sogenannte Lavon-Affäre.
Paul Newman spielte im Hollywood-Film Exodus von 1960 eine Figur, die Harʾel nachempfunden war.
Jossi Harʾel erlag 2008 einem Herzinfarkt.